# Nati nel 1340
| Questa pagina contiene informazioni ricavate automaticamente dalle voci biografiche con l'ausilio del template Bio e di un bot. L'aggiornamento è periodico e automatico e ricostruisce completamente la pagina. Se manca una persona in questa lista, sei pregato di non aggiungerla, ma accertati piuttosto che la sua voce biografica contenga il template Bio e che i dati anagrafici siano correttamente compilati. Se il template Bio manca, inseriscilo tu stesso o, in alternativa, metti l'avviso {{tmp\|Bio}} che ne segnala la mancanza. Se i dati riportati sono sbagliati, correggi direttamente la voce biografica; le modifiche saranno visibili in questa lista entro pochi giorni. Per chiarimenti vedi il progetto biografie. La lista contiene solo le 29 persone che sono citate nell'enciclopedia e per le quali è stato implementato correttamente il template Bio. Pagina aggiornata al 10 ago 2025. |

- 1º febbraio - Guido II Gonzaga, nobile italiano († 1399)
- 5 marzo - Cansignorio della Scala, condottiero italiano († 1375)
- 6 marzo - Giovanni Plantageneto, I duca di Lancaster, conte († 1399)
- 15 aprile - Angelo Acciaiuoli, cardinale e vescovo cattolico italiano († 1408)
- 24 giugno - John de Mowbray, IV barone Mowbray, nobile e militare inglese († 1368)
- 30 novembre - Margherita Drummond, regina († 1375)
- 30 novembre - Giovanni di Valois, duca francese († 1416)
- Antoniotto Adorno, doge († 1398)
- Alfonso Álvarez de Villasandino, poeta spagnolo († 1425)
- Benedetto da Piombino, giurista e diplomatico italiano († 1410)
- Hennequin de Bruges, pittore e miniatore fiammingo († 1400)
- Bertolino Capilupi, notaio e diplomatico italiano († 1385)
- Hasdai Crescas, filosofo e teologo spagnolo († 1411)
- Elisabetta di Bosnia, regina († 1387)
- Giacomo Fregoso, doge († 1420)
- Geert Groote, olandese († 1384)
- Haakon VI di Norvegia, re († 1380)
- Guillaume Noellet, cardinale francese († 1394)
- Bonuccio Pardini, scultore e architetto italiano
- Pierre Perrat, architetto francese († 1400)
- Pietro II di Urgell, nobile († 1408)
- Clemente Promontorio, doge († 1415)
- Stefano di Perm', missionario e vescovo ortodosso russo († 1396)
- Kera Tamara di Bulgaria, principessa bulgara († 1389)
- Pietro II d'Alençon, conte e militare francese († 1404)
- Nicolò Zoagli, doge († 1408)
- Arrigo della Rocca, nobile italiano († 1401)
- Ingeborg di Meclemburgo-Schwerin, principessa tedesca († 1395)
- Filippo II di Savoia-Acaia, principe italiano († 1368)